# تثنية الواحد
تثنية الواحد هو صورة من صور البلاغة يستخدم للتأكيد - «استبدال اقتران للتبعية». الفكرة الأساسية هي استخدام كلمتين مرتبطتين بأداة العطف «و» بدلاً من تعديل إحداهما الآخر.

## في العربية
في علوم البلاغة العربية: هي إحلال اسمين معطوفين محل اسم موصوف أو مضافين وذلك بقصد الإبراز والمبالغة. مثال ذلك:
- تحدثت مع الصديق والأمانة، بدلًا من تحدثت مع الصديق الأمين.
- حلق الطائر في الجو والصفاء، بدلًا من حلق الطائر في الجو الصافي.